# Бєляков Олег Сергійович
Олег Сергійович Бєляков (нар. 3 квітня 1933, місто Ленінград, тепер місто Санкт-Петербург Російська Федерація — 23 липня 2003, місто Москва) — радянський партійний діяч, завідувач відділу оборонної промисловості ЦК КПРС, завідувач оборонного відділу ЦК КПРС. Член ЦК КПРС у 1986—1990 роках. Депутат Верховної Ради СРСР 11-го скликання. Народний депутат СРСР у 1989—1991 роках.

## Життєпис
У 1952—1960 роках — у Радянській армії.
У 1958 році закінчив Вище військово-морське інженерне училище імені Дзержинського.
У 1960—1964 роках — інженер науково-дослідного інституту.
Член КПРС з 1961 року.
У 1964—1972 роках — заступник секретаря партійного комітету підприємства, заступник завідувача відділу районного комітету КПРС міста Ленінграда, інструктор, заступник завідувача відділу Ленінградського обласного комітету КПРС.
У 1972—1981 роках — завідувач сектора, у 1981—1983 роках — заступник завідувача відділу оборонної промисловості ЦК КПРС.
У 1983—1985 роках — помічник секретаря ЦК КПРС.
У 1985—1988 роках — завідувач відділу оборонної промисловості ЦК КПРС. У 1988—1991 роках — завідувач оборонного відділу ЦК КПРС.
З 1991 року — персональний пенсіонер союзного значення в Москві. 
Помер 23 липня 2003 року. Похований на Троєкуровському цвинтарі Москви.

## Нагороди і звання
- ордени
- медалі